# Municipio de Juchique de Ferrer
El municipio de Juchique de Ferrer se encuentra localizado en la zona central del estado de Veracruz. Su cabecera es la localidad de Juchique de Ferrer. Se encuentra limitado al norte con Colipa y Vega de Alatorre, al este con Alto Lucero de Gutiérrez Barrios, al sur con Alto Lucero de Gutiérrez Barrios y Chiconquiaco y al oeste con Chiconquiaco.
Tiene una distancia por carretera a la ciudad de Xalapa, la capital del estado de 90 km.
Cuenta con una superficie de 259,1 km², lo que significa una porción de 0,12 % de la superficie total del Estado y una población de 16 360 habitantes por todo el municipio.